# 驅魔禁區
《驅魔禁區》（英語：Demonic）是一部2021年加拿大及美國合拍的科幻恐怖片，由尼爾·布洛姆坎普執導兼編劇，卡莉·波普主演。講述當導致母女之間數十年裂痕根源的超自然力量被揭露時，可怕的惡魔被一名年輕女子釋放。電影2021年8月20日於美國院線上映。

## 演員
- 卡莉·波普飾演飾演卡莉（Carly）
- 娜塔莉·博爾特（英语：Nathalie Boltt）飾演安吉拉（Angela）
- 克里斯·威廉·馬丁飾演馬丁（Martin）
- 麥可·羅傑斯飾演麥可（Michael）
- 安德莉亞·阿古爾（Andrea Agur）飾演收銀員（未掛名）

## 製作
2020年12月，尼爾·布洛姆坎普在COVID-19疫情期間與AGC製片室合作，於加拿大不列顛哥倫比亞省偏農村的地區低調開拍一部超自然恐怖片，為期整個夏天，其餘細節保密。2021年4月，片名、劇情和演出陣容公開。電影預算不高且具備實驗特質，布洛姆坎普將電影類型描述為「介於科幻片和恐怖片之間。」

## 發行
IFC午夜買下《驅魔禁區》的美國發行權，定於2021年8月20日院線上映，並於一週後的8月27日採VOD發行。首支預告片於2021年6月3日發表。

## 外部連結
- 互联网电影数据库（IMDb）上《驅魔禁區》的资料（英文）